# Luis Henríquez
Luis Henríquez nació el 23 de noviembre de 1984 en la ciudad de Panamá, Panamá. Es un defensor que actualmente juega para el Warta Srem de la Séptima División de Polonia.

## Selección nacional
Hizo su debut con la selección de Panamá el 21 de agosto de 2003.

### Participaciones en selección nacional
| Copa            | Sede           | Resultado        | Partidos | Goles |
| --------------- | -------------- | ---------------- | -------- | ----- |
| Copa Uncaf 2005 | Guatemala      | Cuarto lugar     | 3        | 0     |
| Copa Oro 2005   | Estados Unidos | Subcampeón       | 4        | 0     |
| Copa Uncaf 2007 | El Salvador    | Subcampeón       | 2        | 0     |
| Copa Oro 2007   | Estados Unidos | Cuartos de final | 2        | 0     |
| Copa Oro 2011   | Estados Unidos | Semifinalista    | 5        | 0     |
| Copa Oro 2015   | Estados Unidos | Tercer lugar     | 3        | 0     |

### Goles internacionales
| Núm. | Fecha                | Lugar                                    | Rival      | Gol | Resultado | Competición               |
| ---- | -------------------- | ---------------------------------------- | ---------- | --- | --------- | ------------------------- |
| 1    | 7 de febrero de 2013 | Estadio Rommel Fernández, Panamá, Panamá | Costa Rica | 1-0 | 2-2       | Eliminatoria Mundial 2014 |
| 2    | 23 de marzo de 2013  | Independence Park, Kingston, Jamaica     | Jamaica    | 1-1 | 1-1       | Eliminatoria Mundial 2014 |

## Clubes
| Club                   | País            | Año             | Partidos | Goles |
| ---------------------- | --------------- | --------------- | -------- | ----- |
| Sporting 89            | Panamá          | 2001-2002       | 12       | 4     |
| Árabe Unido            | Panamá          | 2003-2005       | 44       | 2     |
| Envigado FC            | Colombia        | 2005-2006       | 35       | 1     |
| Tauro FC               | Panamá          | 2006-2007       | 51       | 3     |
| Lech Poznań            | Polonia         | 2007-2015       | 181      | 5     |
| Tauro FC               | Panamá          | 2015-2016       | 24       | 1     |
| Polonia Sroda          | Polonia         | 2018-2022       | 100      | 8     |
| Szturm Junikowo Poznań | Polonia         | 2022-2023       | ?        | ?     |
| Warta Srem             | Polonia         | 2023-Presente   | 0        | 0     |
| Total en clubes        | Total en clubes | Total en clubes | 447      | 24    |

## Palmarés

### Campeonatos nacionales
| Título                  | Club           | País    | Año     |
| ----------------------- | -------------- | ------- | ------- |
| Anaprof                 | CD Árabe Unido | Panamá  | 2004-A  |
| Anaprof                 | CD Árabe Unido | Panamá  | 2004-C  |
| Anaprof                 | Tauro FC       | Panamá  | 2006-C  |
| Anaprof                 | Tauro FC       | Panamá  | 2007-A  |
| Copa de Polonia         | Lech Poznań    | Polonia | 2008-09 |
| Primera División polaca | Lech Poznań    | Polonia | 2009-10 |
| Primera División polaca | Lech Poznań    | Polonia | 2014-15 |